# Île de la Barthelasse
Die Île de la Barthelasse ist eine in der Rhône gelegene Insel im Département Vaucluse. Sie liegt zwischen der Stadt Avignon (von der sie durch die „kleine Rhône“ oder den „toten Arm“ getrennt ist) und Villeneuve-lès-Avignon (an der „großen Rhône“ oder „lebendigen Arm“). Sie gehört zum Gemeindegebiet von Avignon, nachdem sie in den 1850er Jahren von der Nachbargemeinde Villeneuve abgetreten wurde.
Mit einer Fläche von ungefähr 700 Hektar, von denen 400 kultiviert sind, ist sie eine der größten Flussinseln Europas.

## Zugang

### Früher
Die älteste Brücke, nördlich der heutigen Brücken, ist die Pont Saint-Bénézet, deren Konstruktion 1177 begann und die 1185 fertiggestellt wurde, weit vor der Kultivierung der Inseln, die die Île de la Barthelasse bildeten. Sie überspannte damals die beiden Rhone-Arme und die Inseln auf circa 900 m Länge (915 bis 920 m in den Quellen) und 4 m Breite. Sie bestand aus 22 Brückenbögen, davon 19 über der Rhone, von denen heute nur noch vier übrig geblieben sind.
Diese Brücke diente als Grenzposten zwischen dem Kirchenstaat und dem Territorium Frankreichs und war kilometerweit die einzige, mit der man die Rhone überqueren konnte, zugleich war sie hervorragend geeignet, um Steuern in Form von Wegzoll oder Almosen für Saint Bénezet einzusammeln. Für eine Zeitlang war sie auch die einzige Brücke zwischen Lyon und dem Mittelmeer und somit ein wichtiger Passierpunkt für zahlreiche Händler, Reisende etc.
Vor dem Bau der Brücke überquerte man die Rhone per Boot. Der größte Teil der Brücke war Eigentum des Königs, der sie nur wenig instand hielt. Infolgedessen stürzte bei einem starken Rhone-Hochwasser ein Brückenbogen 1603 ein, drei andere 1605. Eine Karte von Avignon aus dem Jahr 1618 zeigt die Insel und die Pont Saint-Bénézet, von der vier Bögen eingestürzt sind. Sie wurden gegen 1628 wieder aufgebaut. 1633 stürzten, kurz nach der Wiedereröffnung der Brücke, zwei neue Bögen ein. 1669 ließ ein weiteres Hochwasser der Rhone mehrere andere Brückenbögen einstürzen, so dass praktisch nur noch die heutigen übrig blieben. Eine Karte von 1721 zeigt, dass auf der Insel nur noch zwei intakte Brückenbögen vorhanden waren.

### Heutige Zeit
Von Avignon führen noch zwei andere Brücken über die Rhone, einmal die Pont Édouard Daladier, die früher als die Pont du Royaume bekannt war und nach Villeneuve-lès-Avignon führt, sowie die Pont de l’Europe.
Vom anderen Ufer aus gelangt man über eine Brücke von der Gemeinde Villeneuve-lès-Avignon zum Nordwesten der Insel über die Route départementale (Gard) 780 und trifft auf die Route départementale (Vaucluse) 228.
Die letzte Brücke im Norden der Insel führt schließlich zur Gemeinde von Sorgues.

## Geschichte
1447 errichtete Jean Richard von Avignon, genannt Barthelucius, eine Erbpacht zur Nutzung der Inseln. Er baute Weizen an und war damit schnell erfolgreich. Ab 1495 wurde sein Name zur Bezeichnung der Insel verwendet und 1531 in einem Text zum ersten Mal von einer „l'île dite de la Barthelasse“ gesprochen. Die Insel war ursprünglich eine Inselkette gewesen. Landwirtschaft, Deichbau und Ablagerungen führten zum Zusammenwachsen der kleinen Inseln. Jedoch zeigt eine Karte vom Ende des 18. Jahrhunderts immer noch zwei durch einen Wasserarm getrennte Inseln. Dieser erlaubte die direkte Bootsüberfahrt zwischen den Häfen von Avignon und Villeneuve. Die heutige Inselform ist auf die Vereinigung der Inseln von Chartreux und Argenton zurückzuführen.
Im 19. Jahrhundert wurde die Insel durch die Errichtung von Deichen stabilisiert. 1973 wurde die Gierseilfähre, mit der man die Rhone zwischen Avignon und Barthelasse überqueren konnte, außer Betrieb genommen.
2001 und 2003 wurde die Insel von großen Hochwassern überflutet.

## Fauna und Flora

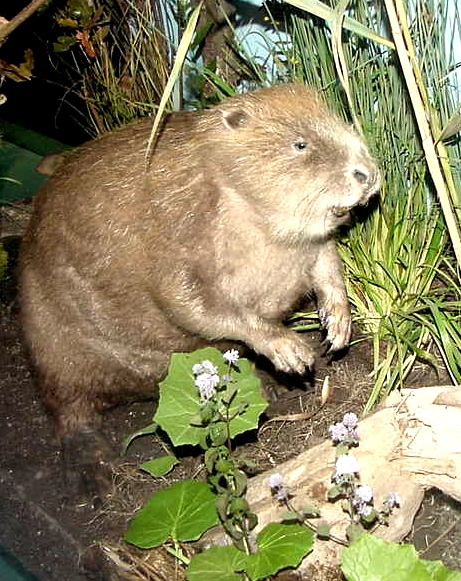
Europäischer Biber

Die Île de la Barthelasse beherbergt als größte Insel der Rhone Brutvögel : Sperber, Schwarzmilane, Wiesenweihen und Teichrallen. Ihr Auwald (Schwarze und Weiße Pappeln, Weiden, Ulmen und Erlen) ist ein günstiger Ort für Grasmücken, Drosseln und Reiher. Auf den Altarmen leben verschiedene Arten zusammen, wie der Graureiher, der Purpurreiher, die Stockente, die Tauchente, der Kormoran und der Fischadler. Man begegnet den Florida-Waldkaninchen, die von Jägern eingeführt wurden, sowie den Biberratten, die aus einer Aufzucht entkommen sind. Während der Winterzeit sind die Altarme Rückzugsgebiet für Enten, Lappentaucher, Kormorane und Möwen. Säugetiere sind ebenfalls sehr zahlreich : Igel, Maulwürfe, Spitzmäuse, Iltisse, Füchse, Dachse, Steinmarder, Wiesel, Eichhörnchen, Siebenschläfer, Wühlmäuse und Biber.
Der Biber verschwand Ende des neunzehnten Jahrhunderts, woraufhin seine Jagd ab 1906 verboten wurde. Sein letztes Kerngebiet befand sich am unteren Rhonetal zwischen Arles und Pont-Saint-Esprit, mit Zentrum in Barthelasse. Als geschützte Art eroberte er den Fluss und dessen Zuflüsse Stück für Stück zurück. Seitdem hält sich der Biber, zu dessen Lieblingsspeise Laub und Rinde von Weiden und Pappeln gehört, hauptsächlich in großen Kolonien bis zum Zusammenfluss von Rhone und Galaure auf und beginnt sich in Richtung der Varèze auszubreiten.

## Wirtschaft
- handwerkliche Destillerie Manguin, spezialisiert auf Obstbrand der Sorte Williamsbirne

### Landwirtschaft
Viele Obstplantagen (Birnen Jules Guyot, Äpfel Pink Lady). Saisonobst: Kirschen, Pfirsiche, Aprikosen sowie Tomatenanbau.

### Tourismus

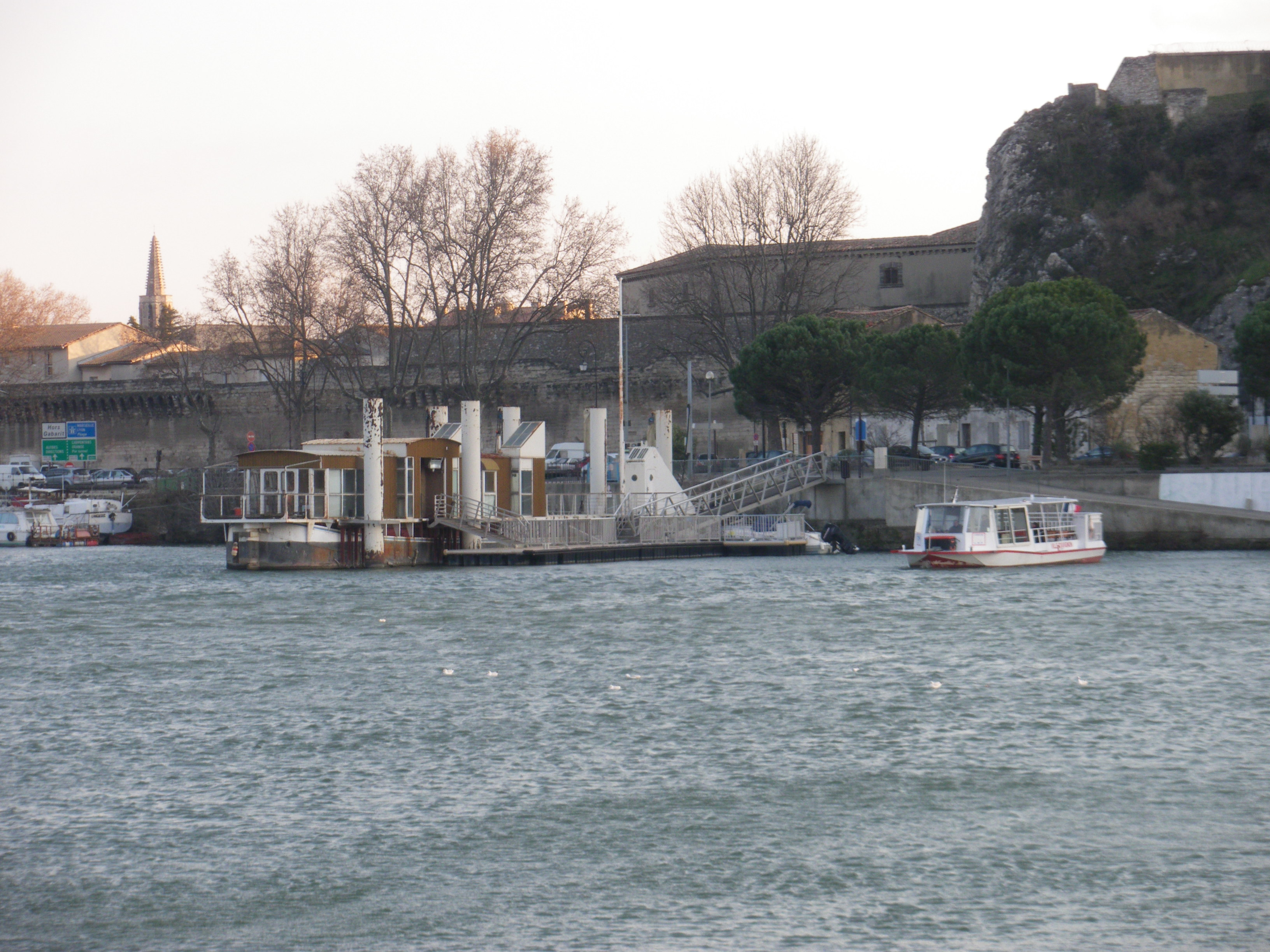
Wassertaxi, das beide Rhone-Ufer verbindet

Restaurants, Campingplätze, Yachtverein, Paintball-Spielfelder, Bauernmarkt
Ein Wassertaxi ermöglicht die Überfahrt zum anderen Ufer.

## Öffentliche Anlagen
Treidelpfad
Grünfläche parc des Libertés

## Sehenswürdigkeiten
- Gutshof von Bouchony, monument historique (privat), 18. Jahrhundert. Denkmalgeschützt : Garten, Hof, hydraulische Einrichtung, Versorgungsgebäude, Scheune, Schöpfrad.[9] Ende des 18. Jahrhunderts ließ sich die englische Gräfin von Carliste in Avignon nieder und mietete diesen Gutshof. Sie war die „Mutter des Königs von Irland gleichen Namens und die Schwester von Admiral Biron“, bemerkte Esprit Calvet, der sie eifrig umwarb.[10]
- Zahlreiche Masia
- Jagdschloss aus dem 16. bis 17. Jahrhundert

## Bevölkerung
Die Insel hatte bei der Volkszählung von 1990 934 Einwohner, 1982 nur 701.

## Sonstiges
Im Juni 2004 wurde Romain Benavent auf der Île de la Barthelasse ermordet, weil er seinem Angreifer, Hamadi Ed-Debch, eine Zigarette verweigerte. Letzterer wurde daraufhin zu 25 Jahren Haft verurteilt.